# Парламентские выборы во Франции (1936)
Парламентские выборы во Франции 1936 года проходили 26 апреля и 3 мая. На этих выборах одержал победу антифашистский Народный фронт (Французская секция Рабочего Интернационала, Французская коммунистическая партия и Республиканская партия радикалов и радикал-социалистов), сформировавший правительство Леона Блюма.

## Результаты
| Партия                                                 | Места |
| ------------------------------------------------------ | ----- |
| Французская секция Рабочего Интернационала             | 149   |
| Правые                                                 | 128   |
| Республиканская партия радикалов и радикал-социалистов | 111   |
| Правоцентристы                                         | 95    |
| Коммунисты (SFIC)                                      | 72    |
| Союз социалистов-республиканцев (USR)                  | 29    |
| Прочие левые                                           | 28    |
| Всего                                                  | 612   |

## Внешние ссылки
- http://www.election-politique.com/ Архивная копия от 5 августа 2002 на Wayback Machine